# Siegfried Würzburger
Siegfried Würzburger (geboren am 29. Mai 1877 in Frankfurt am Main; gestorben am 12. Februar 1942 im Ghetto Litzmannstadt) war ein deutsch-jüdischer Organist. Er wirkte als Orgellehrer, war von 1911 bis 1938 Organist an der neu gegründeten Frankfurter Westend-Synagoge und trat als Komponist hervor.

## Jugend

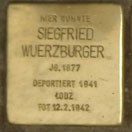
Stolperstein für Siegfried Würzburger in der Bockenheimer Landstrasse

Siegfried Würzburger und sein Bruder Max waren die Söhne von Amalie, geborene Brandeis, und des Kaufmannes Josef Würzburger. Josef verließ die Familie zwischen 1890 und 1895 und wanderte in die USA aus, ohne sich wieder zu melden.
Siegfried Würzburger war von Geburt an beinahe blind. Er bildete einen guten Gehörsinn aus und erhielt privaten Gesangs- und Klavierunterricht. Danach wurde er am Hoch’schen Konservatorium von Iwan Knorr in Klavier und Musiktheorie unterrichtet. Dort erhielt er auch Orgelunterricht bei Karl Breidenstein, der Leiter des Chors der Hauptsynagoge war.

## Familie und Beruf
Im Jahr 1907 heiratete er die Pädagogin und Pianistin Gertrude Hirsch. Hirschs Eltern waren der Kaufmann Isidor Hirsch und Auguste, geborene Heilbrunn. Gertrud war Lehrerin an der Holzhausenschule.
Gertrude und Siegfried Würzburger gründeten eine private Musikschule. Ebenfalls gründeten sie den regionalen Zweig des Wettbewerbes Jugend musiziert. Sie hatten die vier in Frankfurt geborenen Söhne:
- Hans (geb. 28. August 1911, verschollen nach dem 19. Oktober 1941),
- Walter (geb. 21. April 1914, gest. 21. März 1995 in Worcester Park, London),
- Paul Daniel (geb. 6. Februar 1918, gest. 14. Juni 2000 in Hannover),
- Karl Robert, später Kenneth Ward (geb. 29. November 1922, gest. 11. Januar 2010 in Wickford, Basildon).

Im Jahr 1911 wurde Würzburger der erste Organist an der neueröffneten Westend-Synagoge, wo er bei vielen Gottesdiensten und als Konzertsolist mitwirkte. Häufig umrahmte er bei Gottesdiensten die Liturgie mit improvisierten Vor- und Nachspielen, die auf Themen aus der jüdischen liturgischen Musik beruhten. Er spielte auch die Werke der Orgelliteratur von Komponisten wie Johann Sebastian Bach und Dietrich Buxtehude.
Würzburger interessierte sich stark für die Technik der Orgel und studierte die Schriften Albert Schweitzers zum Orgelbau. In seiner Privatwohnung installierte Würzburger ein Orgelpedal, welches mit dem Klavier verbunden werden konnte, so dass er das Orgelspiel auch zuhause üben und Schüler unterrichten konnte.

## Nach 1933
Der Kreis von Würzburgers Schülern, die mehrheitlich aus nicht-jüdischen Kreisen kamen, wurde nach der Machtergreifung der Nationalsozialisten 1933 eingeschränkt. In dieser Situation widmete sich Würzburger zunehmend dem Komponieren. Er trat zudem in zahlreichen Veranstaltungen und Wohltätigkeitskonzerten des Jüdischen Kulturbundes als Solist und Begleitmusiker auf.
Walter studierte in der Jazzklasse des Hoch’schen Konservatoriums. Als seine dortigen Lehrer Bernhard Sekles und Mátyás Seiber 1933 entlassen wurden emigrierte Walter nach Paris, und 1939 weiter nach Singapur, wo er interniert und von wo er 1940 nach Australien ins Lager Tatura abgeschoben wurde. Während der Internierung begann er mit dem Komponieren. 1942 wurde er Soldat der australischen Armee und konnte zugleich am Konservatorium von Melbourne Musiktheorie und Klarinette studieren. 1950 setzte er sein Klarinettenstudium in London bei Seiber fort. 1974 gründete er als Leiter das Laienorchesters Kingston Philharmonia.
Paul Daniel emigrierte 1939 nach Palästina und beteiligte sich in der Jüdischen Brigade am Vormarsch der britischen Armee bis Friaul. Er kehrte 1971 nach Deutschland zurück.
Karl Robert besucht ab 1936 das Philanthropin und gelangte am 24. August 1939 mit einem Kindertransport nach England. Später nannte er sich Kenneth (Ken) Ward. Als Freiwilliger nahm er im 1st Royal Tank Regiment an der Landung in der Normandie im Jahr 1944 teil.
Da Hans an schwerem Asthma litt, konnten er und seine Eltern nicht ins Ausland auswandern. Am 19. Oktober 1941 wurden Siegfried, Gertrud und Hans verschleppt. Sie waren Teil eines Transports von 1180 Frankfurter Juden ins Ghetto Litzmannstadt.  Nur drei Personen aus diesem Transport überlebten die NS-Zeit, unter ihnen Würzburgers Schüler Fritz Schafranek. Würzburger starb am 12. Februar 1942 an Erschöpfung und Erkältung in Schafraneks Armen. Hans gilt als verschollen.

## Schüler
Zu Würzburgers wichtigsten Orgelschülern zählen:
- Herbert Fromm (1905–1995), der 1937 in die USA emigrierte und zu einem der produktivsten Komponisten in unterschiedlichen Genres der reformsynagogalen Musik wurde,[5]
- sein Sohn Walter,
- Martel (später: Martha) Sommer (spätere Hirsch) (1918–2011), die 1939 über Holland und England in die Vereinigten Staaten emigrierte, wo sie über 44 Jahre lang Organistin der Congregation Habonim war.[6][7]

Als Ersatzorganisten haben Fromm, Walter Würzburger und Sommer ebenfalls noch in der Westend-Synagoge gespielt.

## Kompositionen
Würzburger schuf zahlreiche Werke für Tasteninstrumente. Einige seiner Stücke variieren jüdische Themen, so das Gebet Kol Nidre und das Lied Maos Zur.
Verschollen sind die Klavierstücke Variationen und Fuge über „Kol nidre“ und Paraphrasen zu „Kol nidre“ und „Moaus zur“ sowie das Orgelwerk Variationen über „Moaus Zur“. Im Notentext überliefert sind die um 1933 entstandenen Passacaglia über „Moaus-zur“ (ca. 1933) und Passacaglia und Fuge über „Kol Nidre“ (ca. 1933–34). Die Manuskripte beider Werke hatte Sommer Hirsch bei ihrer Emigration mit in die USA gebracht, und später an Ken Ward nach England übersandt.
Sein heutzutage bekanntestes Werk Passacaglia und Fuge über „Kol Nidre“ führte Würzburger erstmals im Rahmen eines „Geistlichen Konzertes“ in der Hauptsynagoge in Wiesbaden auf. Das Werk wurde in der zeitgenössischen jüdischen Presse als Meisterwerk des Kontrapunktes gelobt, und als „edles ernstes Werk, das den Eingang in alle Gottesdienste“ verdiene.